# Liopelmowate
Liopelmowate (Leiopelmatidae) – monotypowa rodzina płazów z rzędu bezogonowych (Anura). Ich względnie prosta budowa wskazuje na pradawne pochodzenie.

## Zasięg występowania
Rodzaj obejmuje gatunki występujące na Nowej Zelandii.

## Charakterystyka
Jaja składa w jednym kłębie pod różnymi przedmiotami w okolicy mokradeł, źródeł lub potoków (głazy, korzenie, zmurszałe pnie). Larwy nie mają aparatów gębowych i otworów oddechowych – tlen pobierają silnie ukrwioną siecią naczyń w fałdach ogona i na brzuchu, zaś żywią się zawartością żółtka.
Dorosły osobnik ma ok. 3 cm (maksymalnie 5), barwę żółtoszarą. Żyje w jamach, skalnych szczelinach, pod korzeniami krzewów, gdzie chroni się przed wiatrami. Prowadzi naziemny tryb życia. Długość życia tej jednej z najprymitywniejszych żab wynosi nawet 30 lat.

## Systematyka

### Taksonomia
Najbliższymi żyjącymi krewnymi liopelmowatych są przedstawiciele północnoamerykańskiego rodzaju Ascaphus, przy czym ostatni wspólny przodek rodzajów Ascaphus i Leiopelma żył jeszcze w mezozoiku. Na tej podstawie niektórzy autorzy zaliczają także rodzaj Ascaphus do liopelmowatych, inni natomiast wydzielają go do osobnej rodziny ogończakowatych (Ascaphidae), uznając jednocześnie liopelmowate i ogończakowate za taksony siostrzane.

### Etymologia
- Leiopelma (Liopelma): gr. λειος leios „gładki”; πελμα pelma, πελματος pelmatos „podeszwa stopy”[11].
- Leioaspetos: gr. λειος leios „gładki”; ασπετος aspetos „niewysłowiony”[10]. Gatunek typowy: Liopelma hamiltoni McCulloch, 1919.

### Podział systematyczny
Do rodzaju należą następujące występujące współcześnie gatunki:
- Leiopelma archeyi Turbott, 1942 – liopelma Archeya[22]
- Leiopelma hamiltoni McCulloch, 1919 – liopelma Hamiltona[12]
- Leiopelma hochstetteri Fitzinger, 1861 – liopelma Hochstettera[12]

oraz gatunki wymarłe:
- Leiopelma acricarina[23]
- Leiopelma auroraensis
- Leiopelma markhami
- Leiopelma miocaenale[23]
- Leiopelma waitomoensis

Znacznie starsze skamieniałości, datowane na okres jury, również należące do tej rodziny znaleziono w Argentynie.